# Grande Panure
Paradoxornis aemodium
Espèce
Synonymes
- Conostoma oemodium (protonyme)

Statut de conservation UICN

 LC  : Préoccupation mineure
La Grande Panure (Paradoxornis aemodium) est une espèce de passereaux de la famille des Paradoxornithidae.

## Taxinomie
Elle était jadis placée  parmi les Timaliidae et ultérieurement dans le genre Conostoma.

## Répartition et habitat
Son aire s'étend uniquement dans les régions himalayennes de l'Uttarakhand en Inde, du Népal, du Bhoutan... au Sichuan et le nord du Yunnan en Chine.
Cet oiseau vit à des altitudes moyennes (2000 m) voire hautes, en été jusqu'à 3600 m.
On le trouve dans les fourrés denses, dans les sous-bois broussailleux, dans les massifs de bambous et de rhododendrons.

## Description
La grande panure mesure jusqu'à 29 cm de long.

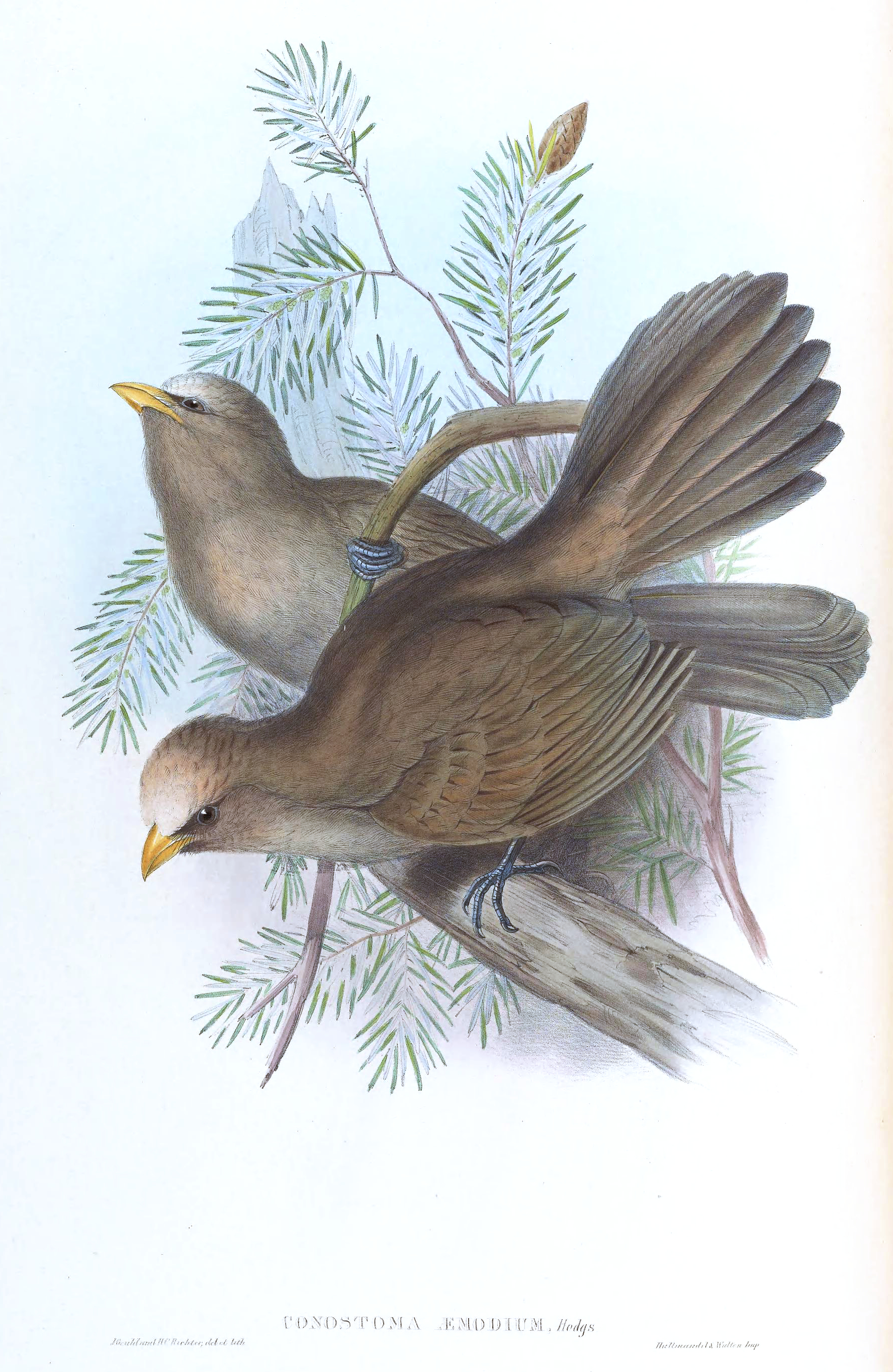

Son plumage est brun-gris et son bec est gros, court et puissant.
Elle se nourrit d'insectes, de baies, de graines et de bourgeons.
On peut l'observer en couples ou en groupe d'une vingtaine d'oiseaux.